# إبراهيم الثالث الباجرمي (بطريرك نسطوري)
إبراهيم الثالث الباجرمي كان بطريرك ("جثليق") كنيسة المشرق من العام 906 وحتى 937 للميلاد. كان يُذكر كبطريرك ماهر بواجباته الكنسية (الإكليركية)، لكن أيضاً حاد المزاج وفاسد.